# François Gardier
François Gardier (Ayaneux, 27 de març de 1903 - Seraing, 15 de febrer de 1971) va ser un ciclista belga que fou professional entre 1928 i 1937. En el seu palmarès destaca la victòria genera de la Volta a Bèlgica de 1934 i la Lieja-Bastogne-Lieja de 1933.

## Palmarès
- 1932
  - 1r a la Brussel·les-Oupeye
- 1933
  - 1r a la Lieja-Bastogne-Lieja
- 1934
  - 1r a la Volta a Bèlgica